# Suchitepéquez megye
Suchitepéquez Guatemala egyik megyéje. Az ország délnyugati részén terül el. Székhelye Mazatenango.

## Földrajz
Az ország délnyugati részén elterülő megye nyugaton Retalhuleu, északon Quetzaltenango és Sololá, északkeleten Chimaltenango, délkeleten Escuintla megyével, délen pedig egy rövid szakaszon a Csendes-óceánnal határos.

## Népesség
Ahogy egész Guatemalában, a népesség növekedése Suchitepéquez megyében is gyors. A változásokat szemlélteti az alábbi táblázat:
| Év             | Lakosság |
| -------------- | -------- |
| 1981           | 237 554  |
| 1994           | 307 187  |
| 2002           | 403 945  |
| 2014 (becsült) | 555 261  |

### Nyelvek
2011-ben a lakosság 11,8%-a beszélte a kicse, 6,4%-a a kakcsikel, 0,3%-a a kekcsi és 1,3%-a a mam nyelvet.